# Genista cupanii
La ginestra di Cupani (Genista cupanii Guss.) è una pianta appartenente alla famiglia delle Fabacee, endemica della Sicilia.
Il nome è un omaggio alla memoria del botanico siciliano Francesco Cupani (1657-1710).

## Descrizione
È una pianta perenne a portamento cespuglioso, alta da 20 a 70 cm.
È caratterizzata da rami legnosi scuri, striati e pubescenti, terminanti in spine acute.
Fiorisce in giugno-luglio.

## Distribuzione e habitat
Endemismo siciliano, diffuso sui Nebrodi e sulle Madonie, ad un'altitudine di 800 – 1600 m.
Predilige suoli di arenaria ai margini dei querceti e dei faggeti.